# DDCT

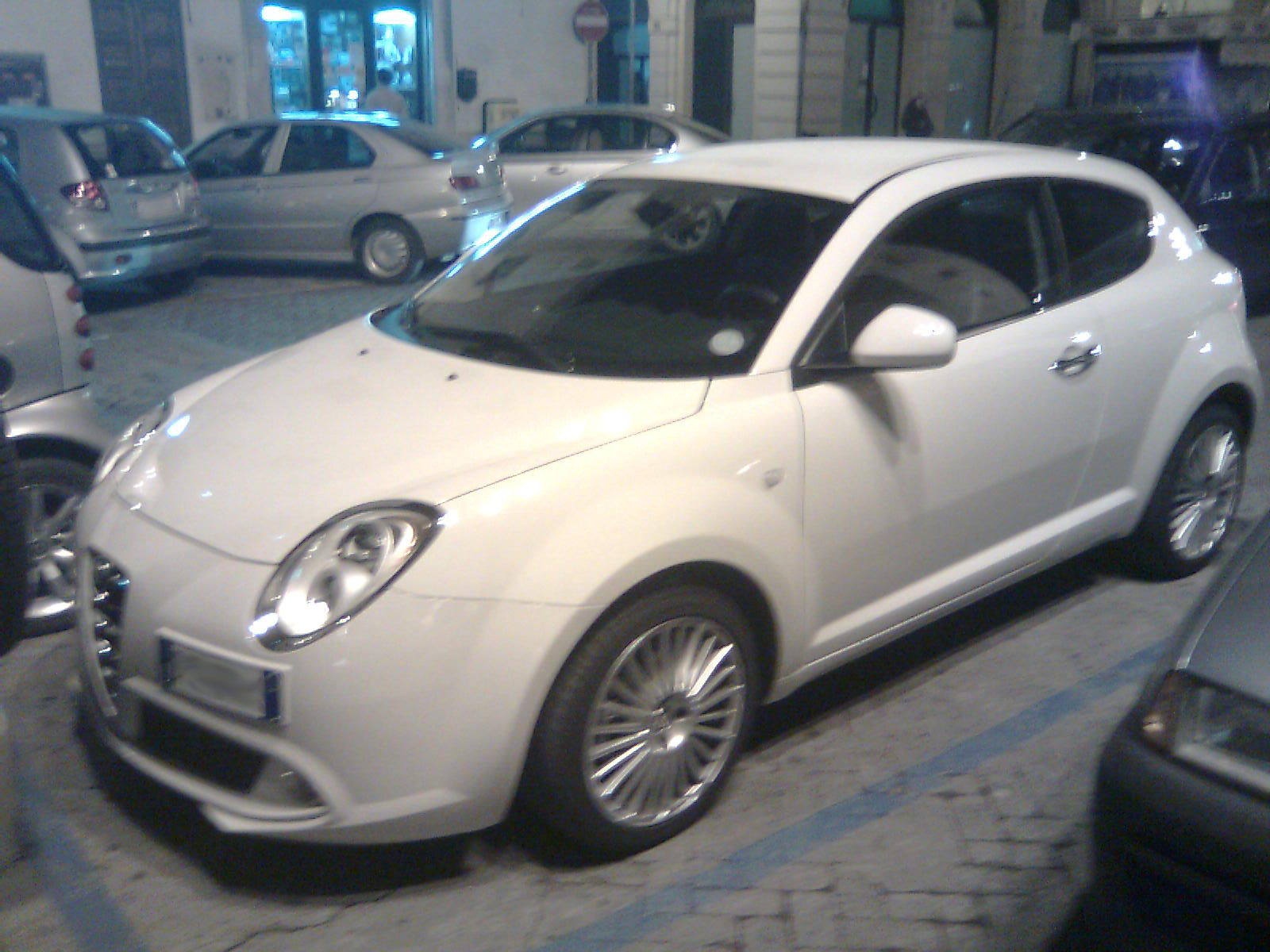
Alfa Romeo MiTo, primer automóvil dotado con la caja de cambios de doble embrague DDCT.

DDCT es el acrónimo de Dual Dry Clutch Transmission, nombre comercial de una caja de cambios automática de doble embrague en seco para automóviles de Fiat Group Automobiles. Será comercializada bajo las marcas Fiat, Abarth, Lancia y Alfa Romeo. Ha sido desarrollada por el Centro Ricerche Fiat y fabricada por Fiat Powertrain Technologies. Presentada en el Salón del Automóvil de Ginebra de 2010, es la primera transmisión de doble embrague del grupo y debutó sobre el Alfa Romeo MiTo 1.4l Turbogasolina MultiAir 135CV con la denominación Alfa TCT, nombre comercial adoptado para los vehículos Alfa Romeo.

## Especificaciones
La caja de cambios DDCT es de seis marchas y se puede seleccionar entre modo de funcionamiento automático o manual. En este último caso, los cambios de velocidad se pueden realizar mediante una palanca situada en la parte inferior del salpicadero -como es tradicional- y opcionalmente con dos levas situadas en el volante; al igual que sucedía Selespeed, del mismo grupo automovilístico. 
La caja de cambios está compuesta por dos cambios en paralelo, cada uno con su embrague, lo que permite seleccionar la marcha sucesiva mientras la anterior está aún acoplada. El cambio de marcha se realiza con un intercambio gradual de los embragues correspondientes, manteniendo continuo el suministro de par y por lo tanto la tracción. Con ello se pretende un mayor confort de conducción y debido a la mayor velocidad durante el cambio, una sensación deportiva superior a la ofrecida por los cambios automáticos convencionales. 
Al ser una caja no lubricada no tiene mantenimiento y reduce el consumo hasta un 10% en relación con un cambio automático hidráulico tradicional. Lleva asociado un sistema Start&Stop.

## Fabricación
Fiat Powertrain, filial de Fiat S.p.A. dedicada a la fabricación de motores, ejes y cajas de cambio, fabrica toda la familia de cajas de cambio C635, en sus versiones manual, robotizada y DDCT.
La familia de cajas de cambios C635 ha sido diseñada para su uso en automóviles pequeños y medianos de los segmentos B, C y D, con un consumo y emisiones reducidas. Tiene un par motor máximo de 350 Nm, sistema de tres ejes y sustituirá a anteriores transmisiones manuales y robotizadas del grupo.
La producción de la versión manual comenzó en verano de 2009, la producción de la versión de doble embrague en seco se inició a finales de ese mismo año, mientras que la versión robotizada lo hizo a lo largo en 2010.
Fiat Powertrain Technologies comunicó en 2009 una inversión de aproximadamente 500 millones de euros entre los activos fijos y los costes de investigación y desarrollo para la nueva línea de transmisiones. Las transmisiones son producidas en la planta de Verrone, Italia, con una capacidad prevista de alrededor de 800.000 unidades al año en 2012.

## DDCT y Alfa DNA
El cambio DDCT puede modificar sus lógicas de funcionamiento en aquellos automóviles Alfa Romeo dotados con el sistema de personalización Alfa DNA. En función al modo seleccionado (Dynamic, Normal o All Wheather) el cambio ajusta los siguientes parámetros:

### Modo Dynamic
Los ajustes se modifican para unas mejores prestaciones y mayor rapidez en las reacciones del vehículo. En modo automático esto se consigue efectuando cambios de relación a regímenes más altos. Además al soltar el acelerador se rebaja la relación para un mayor freno motor. En modalidad secuencial el cambio de relación es más rápido y se prima la entrega de par. 

### Modo Normal
El comportamiento de la caja pretende un mayor confort y reducción de consumos. Al soltar el acelerador se prima el engranado de una relación superior para reducir los consumos y por lo tanto también un funcionamiento más silencioso del motor.

### Modo All Weather
En el modo específico para firmes deslizantes, la caja DDCT adopta los parámetros del modo Normal, pero aumentando el control del par durante la aceleración.

## Vehículos
- Fiat 500 (2007)

- Fiat Punto EVO

- Fiat Bravo

- Alfa Romeo MiTo (Alfa TCT)

- Alfa Romeo Giulietta (Alfa TCT)

- Dodge Dart

- Fiat 500L

- Alfa Romeo 4C (Alfa TCT)
- Fiat Tipo (2016)